# Меган Ливи (фильм)
«Меган Ливи» (англ. Megan Leavey) — американский фильм-биография с элементами драмы, снятый режиссёром Габриэллой Коупертуэйт в 2017 году. Основан на реальных событиях, произошедших с девушкой-морпехом Меган Ливи и её собакой Рексом. Заглавную роль исполнила Кейт Мара, в фильме также снимались Том Фелтон, Эди Фалко, Брэдли Уитфорд, Рамон Родригес и Common.

## Сюжет
Меган Ливи выросла в неблагополучной семье, часто ругаясь с матерью и с презрением относясь к отчиму. В определённый момент почувствовала, что она больше не может так жить и что-то надо менять. Так как найти себя в чём-либо у неё не получалось, Меган решила попробовать себя в армии. Попав в морпехи, она закончила курс молодого бойца и в качестве наказания за нарушение дисциплины получила наряд на уборку клеток собак, состоявших на службе. Также Меган довелось побывать на тренировке собак в качестве нападающего на солдата. После этого она сама захотела стать «проводником» - вместе с собакой участвовать в военных операциях по обнаружению взрывчатки и оружия. И она добивается своего, сдав все необходимые для этого нормативы. Ей достаётся самый агрессивный и строптивый пёс Рекс, но Меган быстро находит с ним общий язык и они «срабатываются». Их отправляют в Ирак. Вместе они участвуют во многих операциях и обнаруживают и склады оружия и мины, спасая тем самым множество жизней. На одной из спецопераций Меган и Рекс подрываются на хорошо замаскированной, подготовленной специально для них мине. Но, несмотря на ранения, они продолжают участие в операции. После Меган отправляют в госпиталь в США. Рекс также возвращается в тыл. Поправившись и побывав в отпуске на гражданке, Меган возвращается на службу в тыл и продолжает дрессировать Рекса. Когда же заканчивается её контракт, она решает подать в отставку. Рекса Меган хочет забрать с собой и пишет для этого соответствующее прошение. Но ветеринар не разрешает отпускать Рекса на гражданку, считая, что тот слишком агрессивен. Позже Рекса отправляют в Афганистан уже с другим проводником. Меган предпринимает попытки не допустить этого, но у неё ничего не выходит. Попрощавшись с Рексом, Меган покидает армию.
Оказавшись на гражданке, Меган конфликтует с родителями, не находит языка с людьми в целом. Также во сне её мучают кошмары о Рексе. Она постоянно звонит в штаб армии США и пытается связаться с проводником Рекса, чтобы узнать, как там пёс, но всякий раз ей отказывают. Однажды проводник сержант Форман, которому достался Рекс, сам ей перезванивает и сообщает, что Рекса скоро «отправляют на пенсию». Так как в деле Рекса указано, что он не пригоден для жизни на гражданке, после увольнения из армии его должны усыпить. Меган не может этого допустить. Она находит сенатора Чака Шумера и просит его помочь герою войны Рексу. Также Меган собирает тысячи подписей петиции и даёт интервью на различных телепередачах. И в итоге она добивается своего - ей разрешают забрать Рекса домой.
В финальной сцене морской капрал в отставке, награждённая Пурпурным сердцем и другими наградами Меган Ливи и боевой пёс Рекс участвуют в церемонии на стадионе «Янки» перед игрой между «Нью-Йорк Янкис» и «Сиэтл Маринерс» 13 мая 2012 года, где им аплодирует весь стадион.

## В ролях
| Актёр             | Роль                             |
| ----------------- | -------------------------------- |
| Кейт Мара         | капрал Меган Ливи                |
| Том Фелтон        | ветеран-заводчик собак Эндрю Дин |
| Common            | ганнер-сержант Мартин            |
| Эди Фалко         | мать Меган Джеки Ливи            |
| Брэдли Уитфорд    | отец Меган Боб Ливи              |
| Рамон Родригес    | капрал Мэтт Моралес              |
| Джеральдин Джеймс | доктор Турбевилль                |
| Алекс Хафнер      | сержант Сандерс                  |
| Уилл Пэттон       | Джим                             |
| Сэм Кили          | Силлс                            |
| Мигель Гомес      | Гомес                            |
| Уильям Миллер     | военный разведчик                |
| Кори Джонсон      | мастер-сержант                   |

## Производство
7 августа 2015 было объявлено, что режиссёр Габриэлла Коупертуэйт снимет фильм о героине Меган Ливи и её военной собаке Рексе. Компания LD Entertainment занималась продюсированием фильма.
Съёмки фильма начались 12 октября 2015 в Чарлстоне, Южная Каролина. Также часть фильма была снята в городе Ром в штате Джорджия и в Испании.